# Curling-Mixed-Europameisterschaft 2006
Die Curling-Mixed-Europameisterschaft 2006 fand in Claut in Italien statt.

## Teilnehmer
| Dänemark | Deutschland | Estland |
| --- | --- | --- |
| Skip: Casper Storgaard Bossen Third: Mona Sylvest Nielsen Second: Kim Sylvest Nielsen Lead: Lisa Sylvest Nielsen Alternate:                                | Skip: Roland Jentsch Third: Daniela Jentsch Second: Uli Sutor Lead: Marika Trettin Alternate: Helmar Erlewein Alternate:                                            | Skip: Martin Lill Third: Ööle Janson Second: Jan Anderson Lead: Marju Velga Alternate: Siim Sildnik Alternate: Kriistine Lill              |
| Finnland | Frankreich | Irland |
| Skip: Jussi Uusipaavalniemi Third: Anne Malmi Second: Petri Tsutsunen Lead: Johanna Pyyhtiä Alternate: Olavi Malmi Alternate:                              | Skip: Vianney Leudiere Third: Stéphanie Jaccaz Second: Jean-Xavier Cheval Lead: Andrée Dupont-Roc Alternate:                                                        | Skip: John Kenny Third: Marie Teree O’Kane Second: Tony Tierney Lead: Mary Kerr Alternate:                                                 |
| Italien | Kasachstan | Lettland |
| Skip: Walter Bombassei Third: Chiara Olivieri Second: Davide Zandiegiacomo Lead: Sara Zandiegiacomo Alternate: Marco Constantini Alternate: Elettra de Col | Skip: Yekatarina Gorkusha Third: Viktor Kim Second: Olga Ten Lead: Bashir Chimirov Alternate: Olga Zaitseva Alternate: Zhanibek Ukubayev                            | Skip: Artis Zentelis Third: Zanda Bikse Second: Martins Truksans Lead: Una Grava-Germane Alternate: Dace Munca Alternate:                  |
| Litauen | Niederlande | Norwegen |
| Skip: Andrius Jurkonis Third: Viktorija Jagniatinskaja Second: Mindaugas Jusius Lead: Kristina Rutkauskaite Alternate:                                     | Fourth: Gerrit-Jan Scholten Third: Margeet Post (Skip) Second: Marco van Vliet Lead: Alie Kramer Alternate: Jeroen Postma Alternate: Jeanette Kiers                 | Skip: Ole Hauge Third: Anne Grethe Bremnes Second: Finn Pettersen Lead: Hilde Stenseth Alternate:                                          |
| Österreich | Polen | Russland |
| Skip: Markus Schagerl Third: Verena Hagenbuchner Second: Rainer Ammer Lead: Jasmin Seidl Alternate:                                                        | Skip: Arkadiusz Detyniecki Third: Marta Szeliga-Frynia Second: Pawel Frynia Lead: Marianna Das Alternate: Agnieska Czaplicka Alternate: Wojciech Woyda              | Skip: Alexander Kirikov Third: Daria Kozlova Second: Dmitry Abanin Lead: Yulia Svetova Alternate: Andrey Drozdov Alternate: Angela Tuvaeva |
| Schottland | Schweden | Schweiz |
| Skip: Tom Brewster Third: Jackie Lockhart Second: David Hay Lead: Kim Brewster Alternate:                                                                  | Skip: Per Noreen Third: Camilla Johansson Second: Flemming Patz Lead: Susanne Patz Alternate:                                                                       | Skip: Jan Hauser Third: Carmen Küng Second: Stefan Karnusian Lead: Petra Feldmann Alternate: Manuela Kormann Alternate: Stephan Rüdisühlo  |
| Slowakei | Spanien | Tschechien |
| Skip: Pavel Kocian Third: Katarina Langova Second: Ronald Krcmar Lead: Veronika Kvasnovska Alternate:                                                      | Skip: Antonio de Mollinedo Third: Ellen Kittelsen Second: J. M. Sangüesa Anzano Lead: Ana Arce Alternate: L. Hinojosa de Torres Alternate: J. L. Hinojosa de Torres | Skip: Karel Kubeska Third: Slavka Vareckova Second: Luděk Munzar Lead: Renee Lepsikoa Alternate: Milos Hoferka Alternate: Anna Kubeskova   |
| Ungarn | Wales | |
| Skip: Zsombar Roskusfalvy Third: Orsi Roskusfalvy Second: Andras Roskusfalvy Lead: Zsofi Roskusfalvy Alternate: Gabor Riesz Alternate: Ildi Farkas         | Skip: Lesley Gregory Third: Peter Williams Second: Helen Lyon Lead: Scott Lyon Alternate: Yadzia Williams Alternate: Martin Gregory                                 | |

## Round Robin

### Gruppe A
| Platz | Team     | Spiele | Siege | Ndlg. |
| ----- | -------- | ------ | ----- | ----- |
| 01.   | Schweiz  | 5      | 5     | 0     |
| 02.   | Finnland | 5      | 4     | 1     |
| 03.   | Dänemark | 5      | 3     | 2     |
| 04.   | Ungarn   | 5      | 2     | 3     |
| 05.   | Wales    | 5      | 1     | 4     |
| 06.   | Litauen  | 5      | 0     | 5     |

| Draw   | Zeit | Begegnung           | Resultat |
| ------ | ---- | ------------------- | -------- |
| Draw 1 |      | Dänemark – Finnland | 6:10     |
|        |      | Litauen – Ungarn    | 3:10     |
|        |      | Wales – Schweiz     | 2:10     |
| Draw 3 |      | Litauen – Schweiz   | 5:13     |
|        |      | Wales – Dänemark    | 4:12     |
|        |      | Finnland – Ungarn   | 7:4      |
| Draw 5 |      | Ungarn – Dänemark   | 5:9      |
|        |      | Finnland – Schweiz  | 4:10     |
|        |      | Litauen – Wales     | 4:11     |

| Draw   | Zeit | Begegnung          | Resultat |
| ------ | ---- | ------------------ | -------- |
| Draw 7 |      | Finnland – Litauen | 11:3     |
|        |      | Ungarn – Wales     | 6:3      |
|        |      | Schweiz – Dänemark | 7:1      |
| Draw 9 |      | Schweiz – Ungarn   | 7:6      |
|        |      | Wales – Finnland   | 2:10     |
|        |      | Dänemark – Litauen | 14:4     |

### Gruppe B
| Platz | Team        | Spiele | Siege | Ndlg. |
| ----- | ----------- | ------ | ----- | ----- |
| 01.   | Russland    | 5      | 5     | 0     |
| 02.   | Lettland    | 5      | 3     | 2     |
|       | Deutschland | 5      | 3     | 2     |
|       | Irland      | 5      | 3     | 2     |
| 05.   | Niederlande | 5      | 1     | 4     |
| 06.   | Kasachstan  | 5      | 0     | 5     |

| Draw   | Zeit | Begegnung                | Resultat |
| ------ | ---- | ------------------------ | -------- |
| Draw 1 |      | Deutschland – Irland     | 5:2      |
|        |      | Lettland – Kasachstan    | 11:1     |
|        |      | Russland – Niederlande   | 16:1     |
| Draw 3 |      | Lettland – Niederlande   | 9:6      |
|        |      | Russland – Deutschland   | 4:0      |
|        |      | Irland – Kasachstan      | 10:3     |
| Draw 5 |      | Kasachstan – Deutschland | 4:12     |
|        |      | Irland – Niederlande     | 11:4     |
|        |      | Lettland – Russland      | 5:8      |

| Draw   | Zeit | Begegnung                 | Resultat |
| ------ | ---- | ------------------------- | -------- |
| Draw 7 |      | Irland – Lettland         | 9:5      |
|        |      | Kasachstan – Russland     | 5:11     |
|        |      | Niederlande – Deutschland | 1:14     |
| Draw 9 |      | Niederlande – Kasachstan  | 10:6     |
|        |      | Russland – Irland         | 9:3      |
|        |      | Deutschland – Lettland    | 2:7      |

### Gruppe C
| Platz | Team       | Spiele | Siege | Ndlg. |
| ----- | ---------- | ------ | ----- | ----- |
| 01.   | Schweden   | 5      | 4     | 1     |
|       | Italien    | 5      | 4     | 1     |
| 03.   | Estland    | 5      | 3     | 2     |
| 04.   | Österreich | 5      | 2     | 3     |
| 05.   | Spanien    | 5      | 1     | 4     |
|       | Slowakei   | 5      | 1     | 4     |

| Draw   | Zeit | Begegnung            | Resultat |
| ------ | ---- | -------------------- | -------- |
| Draw 2 |      | Österreich – Estland | 3:9      |
|        |      | Schweden – Italien   | 11:5     |
|        |      | Spanien – Slowakei   | 5:9      |
| Draw 4 |      | Schweden – Slowakei  | 9:3      |
|        |      | Spanien – Österreich | 9:7      |
|        |      | Estland – Italien    | 1:7      |
| Draw 6 |      | Italien – Österreich | 8:2      |
|        |      | Estland – Slowakei   | 7:5      |
|        |      | Schweden – Spanien   | 7:2      |

| Draw    | Zeit | Begegnung             | Resultat |
| ------- | ---- | --------------------- | -------- |
| Draw 8  |      | Estland – Schweden    | 5:9      |
|         |      | Italien – Spanien     | 8:4      |
|         |      | Slowakei – Österreich | 7:9      |
| Draw 10 |      | Slowakei – Italien    | 2:10     |
|         |      | Österreich – Schweden | 8:4      |
|         |      | Spanien – Estland     | 2:9      |

### Gruppe D
| Platz | Team       | Spiele | Siege | Ndlg. |
| ----- | ---------- | ------ | ----- | ----- |
| 01.   | Schottland | 4      | 4     | 0     |
| 02.   | Tschechien | 4      | 2     | 2     |
| 03.   | Frankreich | 4      | 1     | 3     |
|       | Norwegen   | 4      | 1     | 3     |
|       | Polen      | 4      | 1     | 3     |

| Draw   | Zeit | Begegnung               | Resultat |
| ------ | ---- | ----------------------- | -------- |
| Draw 2 |      | Tschechien – Frankreich | 8:2      |
|        |      | Polen – Norwegen        | 12:2     |
| Draw 4 |      | Polen – Schottland      | 3:6      |
|        |      | Norwegen – Frankreich   | 9:5      |
| Draw 6 |      | Norwegen – Tschechien   | 4:7      |
|        |      | Frankreich – Schottland | 2:9      |

| Draw    | Zeit | Begegnung               | Resultat |
| ------- | ---- | ----------------------- | -------- |
| Draw 8  |      | Frankreich – Polen      | 8:3      |
|         |      | Schottland – Tschechien | 7:4      |
| Draw 10 |      | Tschechien – Polen      | 3:5      |
|         |      | Schottland – Norwegen   | 9:1      |

### Tie-Breaker
1
| Datum | Zeit | Begegnung            | Resultat |
| ----- | ---- | -------------------- | -------- |
|       |      | Deutschland – Irland | 4:5      |

2
| Datum | Zeit | Begegnung        | Resultat |
| ----- | ---- | ---------------- | -------- |
|       |      | Litauen – Irland | 1:9      |

## Playoffs
|  | Viertelfinale | Viertelfinale |            |            | Halbfinale       | Halbfinale |  |  | Finale | Finale |
|  |               |               |            |            |                  |            |  |  |        |        |
|  |               |               |            |            |                  |            |  |  |        |        |
|  | Italien       | 6             |            |            |                  |            |  |  |        |        |
|  | Italien       | 6             |            |            |                  |            |  |  |        |        |
|  | Schweiz       | 5             |            |            |                  |            |  |  |        |        |
|  | Schweiz       | 5             | Russland   | 5          |                  |            |  |  |        |        |
|  |               |               | Russland   | 5          |                  |            |  |  |        |        |
|  |               | Italien       | 7          |            |                  |            |  |  |        |        |
|  | Russland      | Italien       | 7          | 6          |                  |            |  |  |        |        |
|  | Russland      |               |            | 6          |                  |            |  |  |        |        |
|  | Tschechien    | 3             |            |            |                  |            |  |  |        |        |
|  |               |               | Italien    | 4          |                  |            |  |  |        |        |
|  |               |               |            | Schottland | 8                |            |  |  |        |        |
|  | Schweden      | 3             |            |            |                  |            |  |  |        |        |
|  | Irland        | 2             |            |            |                  |            |  |  |        |        |
|  | Irland        | 2             | Schottland | 5          |                  |            |  |  |        |        |
|  |               |               | Schottland | 5          | Spiel um Platz 3 |            |  |  |        |        |
|  |               | Schweden      | 2          |            |                  |            |  |  |        |        |
|  | Finnland      | Schweden      | 2          | 5          | Schweden         | 2          |  |  |        |        |
|  | Finnland      |               |            | 5          | Schweden         | 2          |  |  |        |        |
|  | Schottland    | 6             |            | Russland   | 5                |            |  |  |        |        |
|  | Schottland    | 6             |            |            | 5                |            |  |  |        |        |
|  |               |               |            |            |                  |            |  |  |        |        |

### Endstand
| Platz | Land        |
| ----- | ----------- |
| 01    | Schottland  |
| 02    | Italien     |
| 03    | Russland    |
| 04    | Schweden    |
| 05    | Schweiz     |
| 06    | Finnland    |
| 07    | Irland      |
| 08    | Tschechien  |
| 09    | Lettland    |
| 10    | Deutschland |
| 11    | Polen       |
| 12    | Dänemark    |
| 13    | Estland     |
| 14    | Ungarn      |
| 15    | Österreich  |
| 16    | Norwegen    |
| 17    | Frankreich  |
| 18    | Slowakei    |
| 19    | Wales       |
| 20    | Spanien     |
| 21    | Niederlande |
| 22    | Kasachstan  |
| 23    | Litauen     |